# Солодякова, Нина Ивановна
Ни́на Ива́новна Солодяко́ва (род. 15 марта 1951, Палана, Хабаровский край) ― российский политик, глава Думы Корякского автономного округа (16 декабря 2000 — 2 декабря 2007).

## Биография
Родилась 15 марта 1951 года в посёлке Палана, Тигильский район, Камчатская область.
В 1985 году окончила Хабаровский филиал Всесоюзного юридического заочного института по специальности «юрист-правовед». С 1969 по 1975 год работала наблюдателем водного поста Паланской гидрометеостанции. С 1975 по 1982 год была начальником военно-учетного стола Паланского поселкового Совета Корякского автономного округа. С 1982 по 1990 год работала в партийных и советских органах.
В июне 1990 года была избрана Народным депутатом РСФСР, была членом Совета Национальностей Верховного Совета России, секретарём Комиссии Верховного Совета по вопросам социального и экономического развития автономных республик, автономных областей, округов и малочисленных народов, входила во фракции «Коммунисты России» (1990—1993), «Отчизна» (1991), «Российское единство» (1992).
В 1992 году окончила Дальневосточный социально-политический институт по специальности «политолог» и Российскую Академию государственной службы при Президенте РФ по специальности «менеджер».
В сентябре 1993 года Солодякова отказалась подчиниться Указу Президента Ельцина о роспуске Съезда народных депутатов и Верховного Совета РФ. Находилась в Доме Советов России вплоть до обстрела и штурма его 4 октября. Была включена в список лиц, на которых не распространялось действие Указа Президента от 23 сентября 1993 года «О социальных гарантиях для народных депутатов РФ созыва 1990—1995 годов» (Указом от 22 апреля 1994 года возвращены государственные гарантии социальной защиты).
В апреле 1994 года назначена заместителем руководителя Миграционной службы Камчатской области. В апреле 1995 года избрана депутатом, а затем ― первым заместителем председателя Законодательного собрания Камчатской области[уточнить]. В ноябре 1997 года назначена первым вице-губернатором Корякского автономного округа.
19 апреля 1998 года Солодякова была избрана депутатом Совета народных депутатов Камчатской области, где через год стала председателем постоянного комитета областного Совета по взаимодействию и сотрудничеству Камчатской области и Корякского автономного округа. В июле 2000 года назначена начальником контрольно-правового отдела Департамента федеральной государственной службы занятости населения по Камчатской области.
3 декабря 2000 года Нина Солодякова избрана депутатом, а 16 декабря ― председателем Думы Корякского автономного округа. 19 декабря 2004 года повторно была избрана депутатом, а затем — председателем Думы Корякского автономного округа (срок окончания полномочий — декабрь 2008 год).
Является членом Центрального Комитета КПРФ и членом Координационного совета общероссийского общественного движения «Народно-патриотический союз России». Имеет двух дочерей.